# Robursport Volley Pesaro 2008-2009
Questa voce raccoglie le informazioni riguardanti il Robursport Volley Pesaro nelle competizioni ufficiali della stagione 2008-2009.

## Stagione
La stagione 2008-09 è per il Robursport Volley Pesaro, sponsorizzato dalla Scavolini, la sesta consecutiva in Serie A1; come allenatore viene confermato José Roberto Guimarães, così come la rosa rimane immutata: gli unici acquisti sono infatti quelli di Jaqueline de Carvalho, Manuela Di Crescenzo e Katarzyna Skowrońska che vanno a sopperire alle partenze di Sheilla de Castro, Elisa Muri e Marianne Steinbrecher.
La stagione si apre con la Supercoppa italiana che vede di fronte il Robursport Volley Pesaro, vincitore del campionato 2007-08 ed il Volley Bergamo, vincitore della Coppa Italia: la gara volge in favore delle marchigiane aggiudicandosi la coppa per la seconda volta.
Il girone di andata del campionato è un monologo di vittorie: le uniche due squadre che riescono a strappare punti alla formazione di Pesaro, perché sconfitte al tie-break sono la Futura Volley Busto Arsizio e l'Asystel Volley. Anche il girone di ritorno segue lo stesso copione di quello di andata, fino alla ventitreesima giornata, quando il club incappa nella prima sconfitta, ad opera della formazione di Novara, seguita nella giornata successiva da un secondo stop contro il Volley Bergamo: vinte le ultime due partite della regular season, il Robursport Volley Pesaro chiude al primo posto in classifica. Il cammino nei play-off scudetto è spedito: supera nei quarti di finale, in entrambe le gare, per 3-0, la Florens Volley Castellana Grotte, così come nelle semifinali, sconfigge in tre gare, vincendo sempre per 3-0, la Futura Volley Busto Arsizio; l'ultimo atto del campionato è con l'Asystel Volley, la quale viene sconfitta in tre gare, consegnando al club marchigiano il secondo scudetto consecutivo.
Tutte le squadre partecipanti alla Serie A1 2008-09 sono qualificate di diritto alla Coppa Italia: l'avventura nella competizione per il Robursport Volley Pesaro comincia dagli ottavi di finale superando con il risultato di 3-0 sia all'andata che al ritorno il Cesena e qualificandosi per la fase finale di Eboli; nei quarti di finale sconfigge per 3-0 la Spes Conegliano, e con lo stesso risultato batte anche la Futura Volley Busto Arsizio nelle semifinale e l'Asystel Volley in finale, vincendo il trofeo per la prima volta.
Il primo posto al termine della regular season e la vittoria dello scudetto nella stagione precedente consente alla squadra di Pesaro di qualificarsi per la Champions League: nella fase a gironi, la squadra italiana coglie esclusivamente successi che la spingono al primo posto nel proprio raggruppamento, qualificandola per la fase ad eliminazione diretta; nei play-off a 12 la sfida è contro il Volejbol'nyj klub Zareč'e Odincovo, battuto sia nella gara di andata che in quella di ritorno, mentre nei play-off a 6 prende atto il derby italiano con il Volley Bergamo: nella gara di andata le orobiche si impongono per 3-1, mentre in quella di ritorno sono le pesaresi a vincere con lo stesso risultato ma vengono comunque eliminate dalla competizione dopo aver perso il golden set.

## Organigramma societario
Area direttiva
- Presidente: Giancarlo Sorbini

Area tecnica
- Allenatore: José Roberto Guimarães
- Allenatore in seconda: Riccardo Marchesi
- Scout man: Matteo Solforati

Area sanitaria
- Medico: Alfredo Bressan
- Preparatore atletico: Angelo Vercesi
- Fisioterapista: Esmeralda Fetahu, Francesco Mannella
- Ortopedico: Piergiorgio Pirani

## Rosa
| N° | Nome                  | Ruolo | Data di nascita   | Nazionalità sportiva |
| -- | --------------------- | ----- | ----------------- | -------------------- |
| 1  | Lucia Lunghi          | L     | 22 novembre 1987  | Italia               |
| 3  | Ilaria Garzaro        | C     | 29 settembre 1986 | Italia               |
| 6  | Elke Wijnhoven        | L     | 3 gennaio 1981    | Paesi Bassi          |
| 7  | Katarzyna Skowrońska  | S/O   | 30 giugno 1983    | Polonia              |
| 8  | Natalia Brussa        | S/O   | 13 febbraio 1985  | Italia               |
| 9  | Carla Castiglione     | S     | 7 marzo 1989      | Argentina            |
| 10 | Francesca Ferretti    | P     | 15 febbraio 1984  | Italia               |
| 11 | Christiane Fürst      | C     | 29 marzo 1985     | Germania             |
| 12 | Carolina Costagrande  | S     | 15 ottobre 1980   | Italia               |
| 13 | Manuela Di Crescenzo  | P     | 21 marzo 1988     | Italia               |
| 14 | Martina Guiggi        | C     | 1º maggio 1984    | Italia               |
| 15 | Julieta Lazcano       | C     | 25 luglio 1989    | Argentina            |
| 18 | Jaqueline de Carvalho | S     | 31 dicembre 1983  | Brasile              |

## Mercato
| Acquisti | Acquisti              | Acquisti   | Acquisti   |
| R.       | Nome                  | da         | Modalità   |
| -------- | --------------------- | ---------- | ---------- |
| S        | Jaqueline de Carvalho | CAV Murcia | definitivo |
| P        | Manuela Di Crescenzo  | San Vito   | definitivo |
| S/O      | Katarzyna Skowrońska  | Asystel    | definitivo |

| Cessioni | Cessioni              | Cessioni      | Cessioni   |
| R.       | Nome                  | a             | Modalità   |
| -------- | --------------------- | ------------- | ---------- |
| S/O      | Sheilla de Castro     | São Caetano   | definitivo |
| S        | Giorgete Mengarda     | ?             | definitivo |
| S        | Elisa Morolli         | Viserba       | definitivo |
| P        | Elisa Muri            | Esperia       | definitivo |
| L        | Giulia Petroccione    | ?             | definitivo |
| C        | Agata Ridolfi         | Snoopy Pesaro | definitivo |
| S/O      | Marianne Steinbrecher | São Caetano   | definitivo |
| C        | Benedetta Tonucci     | ?             | definitivo |

## Risultati

### Serie A1

#### Girone di andata
| 1ª giornata - 12 ottobre 2008 PalaDionigi, Sant'Angelo in Lizzola   | Robursport Pesaro  | 3 - 1 | Pavia             | 25-16, 27-29, 25-23, 25-15        |
| 2ª giornata - 19 ottobre 2008 PalaMaddalene, Chieri                 | Chieri             | 1 - 3 | Robursport Pesaro | 15-25, 23-25, 25-21, 19-25        |
| 3ª giornata - 26 ottobre 2008 PalaDionigi, Sant'Angelo in Lizzola   | Robursport Pesaro  | 3 - 0 | Cesena            | 25-18, 25-20, 25-12               |
| 4ª giornata - 1º novembre 2008 PalaYamamay, Busto Arsizio           | Busto Arsizio      | 2 - 3 | Robursport Pesaro | 12-25, 20-25, 25-22, 26-24, 14-16 |
| 5ª giornata - 9 novembre 2008 PalaDionigi, Sant'Angelo in Lizzola   | Robursport Pesaro  | 3 - 0 | Sassuolo          | 25-14, 25-16, 25-13               |
| 6ª giornata - 16 novembre 2008 PalaGrotte, Castellana Grotte        | Castellana Grotte  | 0 - 3 | Robursport Pesaro | 13-25, 20-25, 19-25               |
| 7ª giornata - 23 novembre 2008 PalaCooper, Santeramo in Colle       | Santeramo          | 0 - 3 | Robursport Pesaro | 16-25, 10-25, 17-25               |
| 8ª giornata - 29 novembre 2008 PalaDionigi, Sant'Angelo in Lizzola  | Robursport Pesaro  | 3 - 0 | Vicenza           | 25-17, 25-14, 25-14               |
| 9ª giornata - 4 dicembre 2008 PalaTriccoli, Jesi                    | Giannino Pieralisi | 1 - 3 | Robursport Pesaro | 18-25, 26-28, 25-21, 18-25        |
| 10ª giornata - 12 dicembre 2008 PalaDionigi, Sant'Angelo in Lizzola | Robursport Pesaro  | 3 - 2 | Asystel           | 24-26, 25-22, 25-20, 18-25, 15-10 |
| 11ª giornata - 20 dicembre 2008 PalaDionigi, Sant'Angelo in Lizzola | Robursport Pesaro  | 3 - 1 | Bergamo           | 25-22, 25-20, 22-25, 27-25        |
| 12ª giornata - 26 dicembre 2008 Zoppas Arena, Conegliano            | Spes Conegliano    | 0 - 3 | Robursport Pesaro | 13-25, 18-25, 22-25               |
| 13ª giornata - 6 gennaio 2009 PalaDionigi, Sant'Angelo in Lizzola   | Robursport Pesaro  | 3 - 0 | Sirio Perugia     | 25-21, 25-21, 25-21               |

#### Girone di ritorno
| 14ª giornata - 11 gennaio 2009 PalaRavizza, Pavia                   | Pavia             | 0 - 3 | Robursport Pesaro  | 12-25, 19-25, 20-25        |
| 15ª giornata - 17 gennaio 2009 PalaDionigi, Sant'Angelo in Lizzola  | Robursport Pesaro | 3 - 0 | Chieri             | 25-16, 25-13, 25-22        |
| 16ª giornata - 25 gennaio 2009 Carisport, Cesena                    | Cesena            | 0 - 3 | Robursport Pesaro  | 15-25, 20-25, 22-25        |
| 17ª giornata - 1º febbraio 2009 PalaDionigi, Sant'Angelo in Lizzola | Robursport Pesaro | 3 - 0 | Busto Arsizio      | 25-17, 25-20, 25-15        |
| 18ª giornata - 15 febbraio 2009 PalaPaganelli, Sassuolo             | Sassuolo          | 0 - 3 | Robursport Pesaro  | 18-25, 15-25, 20-25        |
| 19ª giornata - 22 febbraio 2009 PalaDionigi, Sant'Angelo in Lizzola | Robursport Pesaro | 3 - 0 | Castellana Grotte  | 25-11, 25-20, 25-14        |
| 20ª giornata - 1º marzo 2009 PalaDionigi, Sant'Angelo in Lizzola    | Robursport Pesaro | 3 - 0 | Santeramo          | 25-19, 25-21, 25-15        |
| 21ª giornata - 8 marzo 2009 Palasport Città di Vicenza, Vicenza     | Vicenza           | 0 - 3 | Robursport Pesaro  | 22-25, 13-25, 13-25        |
| 22ª giornata - 17 marzo 2009 PalaDionigi, Sant'Angelo in Lizzola    | Robursport Pesaro | 3 - 0 | Giannino Pieralisi | 25-17, 25-22, 25-21        |
| 23ª giornata - 21 marzo 2009 Sporting Palace, Novata                | Asystel           | 3 - 1 | Robursport Pesaro  | 9-25, 25-16, 25-23, 25-22  |
| 24ª giornata - 1º aprile 2009 PalaNorda, Bergamo                    | Bergamo           | 3 - 1 | Robursport Pesaro  | 27-29, 25-20, 28-26, 25-23 |
| 25ª giornata - 4 aprile 2009 PalaDionigi, Sant'Angelo in Lizzola    | Robursport Pesaro | 3 - 0 | Spes Conegliano    | 25-21, 25-17, 25-17        |
| 26ª giornata - 11 aprile 2009 PalaEvangelisti, Perugia              | Sirio Perugia     | 0 - 3 | Robursport Pesaro  | 19-25, 14-25, 15-25        |

#### Play-off scudetto
| Quarti di finale (gara 1) - 14 aprile 2009 PalaGrotte, Castellana Grotte | Castellana Grotte | 0 - 3 | Robursport Pesaro | 20-25, 20-25, 16-25        |
| Quarti di finale (gara 2) - 17 aprile 2009 Adriatic Arena, Pesaro        | Robursport Pesaro | 3 - 0 | Castellana Grotte | 25-23, 25-20, 25-20        |
| Semifinali (gara 1) - 22 aprile 2009 Adriatic Arena, Pesaro              | Robursport Pesaro | 3 - 0 | Busto Arsizio     | 25-17, 26-24, 25-21        |
| Semifinali (gara 2) - 24 aprile 2009 Adriatic Arena, Pesaro              | Robursport Pesaro | 3 - 0 | Busto Arsizio     | 25-11, 25-17, 25-16        |
| Semifinali (gara 3) - 26 aprile 2009 PalaYamamay, Busto Arsizio          | Busto Arsizio     | 0 - 3 | Robursport Pesaro | 22-25, 12-25, 21-25        |
| Finale (gara 1) - 3 maggio 2009 Adriatic Arena, Pesaro                   | Robursport Pesaro | 3 - 1 | Asystel           | 26-24, 26-24, 24-26, 25-18 |
| Finale (gara 2) - 6 maggio 2009 Adriatic Arena, Pesaro                   | Robursport Pesaro | 3 - 1 | Asystel           | 23-25, 25-19, 25-17, 25-23 |
| Finale (gara 3) - 9 maggio 2009 Sporting Palace, Novara                  | Asystel           | 0 - 3 | Robursport Pesaro | 18-25, 18-25, 21-25        |

### Coppa Italia

#### Fase a eliminazione diretta
| Ottavi di finale (andata) - 19 novembre 2008 Adriatic Arena, Pesaro | Robursport Pesaro | 3 - 0 | Cesena            | 25-18, 25-11, 25-13 |
| Ottavi di finale (ritorno) - 26 novembre 2008 Carisport, Cesena     | Cesena            | 0 - 3 | Robursport Pesaro | 12-25, 21-25, 22-25 |
| Quarti di finale - 6 febbraio 2009 PalaSele, Eboli                  | Robursport Pesaro | 3 - 0 | Spes Conegliano   | 25-13, 25-13, 25-20 |
| Semifinali - 7 febbraio 2009 PalaSele, Eboli                        | Robursport Pesaro | 3 - 0 | Busto Arsizio     | 25-22, 25-14, 25-15 |
| Finale - 8 febbraio 2009 PalaSele, Eboli                            | Robursport Pesaro | 3 - 0 | Asystel           | 26-24, 25-23, 25-19 |

### Supercoppa italiana

#### Fase ad eliminazione diretta
| Finale - 8 ottobre 2008 Adriatic Arena, Pesaro | Robursport Pesaro | 3 - 1 | Bergamo | 27-25, 25-17, 19-25, 25-18 |

### Champions League

#### Fase a gironi
| 1ª giornata - 4 novembre 2008 Adriatic Arena, Pesaro           | Robursport Pesaro | 3 - 0 | Eczacıbaşı        | 25-20, 25-16, 28-26        |
| 2ª giornata - 12 novembre 2008 Palais des Sports, Mulhouse     | ASPTT Mulhouse    | 1 - 3 | Robursport Pesaro | 13-25, 25-23, 8-25, 21-25  |
| 3ª giornata - 10 dicembre 2008 Adriatic Arena, Pesaro          | Robursport Pesaro | 3 - 0 | Schwechat Post    | 25-11, 25-13, 25-17        |
| 4ª giornata - 17 dicembre 2008 Budocenter, Vienna              | Schwechat Post    | 0 - 3 | Robursport Pesaro | 17-25, 16-25, 21-25        |
| 5ª giornata - 13 gennaio 2009 Adriatic Arena, Pesaro           | Robursport Pesaro | 3 - 0 | ASPTT Mulhouse    | 25-13, 25-17, 25-19        |
| 6ª giornata - 20 gennaio 2009 Eczacıbaşı Spor Salonu, Istanbul | Eczacıbaşı        | 1 - 3 | Robursport Pesaro | 20-25, 25-22, 17-25, 21-25 |

#### Fase ad eliminazione diretta
| Play-off a 12 (andata) - 12 febbraio 2009 Adriatic Arena, Pesaro              | Robursport Pesaro | 3 - 2 | Zareč'e Odincovo  | 24-26, 25-19, 14-25, 26-24, 15-4             |
| Play-off a 12 (ritorno) - 19 febbraio 2009 Volleyball Sport Complex, Odincovo | Zareč'e Odincovo  | 0 - 3 | Robursport Pesaro | 21-25, 15-25, 19-25                          |
| Play-off a 6 (andata) - 5 marzo 2009 Adriatic Arena, Pesaro                   | Robursport Pesaro | 1 - 3 | Bergamo           | 23-25, 25-21, 22-25, 23-25                   |
| Play-off a 12 (ritorno) - 12 marzo 2009 PalaFacchetti, Treviglio              | Bergamo           | 1 - 3 | Robursport Pesaro | 19-25, 13-25, 25-23, 16-25 Golden set: 15-11 |

## Statistiche

### Statistiche di squadra
| Competizione        | Punti | In casa | In casa | In casa | In trasferta | In trasferta | In trasferta | Totale | Totale | Totale |
| Competizione        | Punti | G       | V       | P       | G            | V            | P            | G      | V      | P      |
| ------------------- | ----- | ------- | ------- | ------- | ------------ | ------------ | ------------ | ------ | ------ | ------ |
| Serie A1            | 70    | 18      | 18      | 0       | 16           | 14           | 2            | 34     | 32     | 2      |
| Coppa Italia        | -     | 1       | 1       | 0       | 1            | 1            | 0            | 5      | 5      | 0      |
| Supercoppa italiana | -     | -       | -       | -       | -            | -            | -            | 1      | 1      | 0      |
| Champions League    | 12    | 5       | 4       | 1       | 5            | 5            | 0            | 10     | 9      | 1      |
| Totale              | -     | 24      | 23      | 1       | 22           | 20           | 2            | 50     | 47     | 3      |

G = partite giocate; V = partite vinte; P = partite perse

### Statistiche dei giocatori
| N. Brussa       | 33 | 32  | 30  | 2  | 0  | 4 | 13 | 8  | 2  | 3 | 1 | 0  | 0  | 0 | 0 | Statistiche assenti | Statistiche assenti |
| C. Castiglione  | 20 | 0   | 0   | 0  | 0  | 1 | 0  | 0  | 0  | 0 | 0 | 0  | 0  | 0 | 0 | Statistiche assenti | Statistiche assenti |
| C. Costagrande  | 34 | 589 | 485 | 91 | 13 | 5 | 69 | 58 | 9  | 2 | 1 | 15 | 14 | 1 | 0 | Statistiche assenti | Statistiche assenti |
| J. de Carvalho  | 34 | 404 | 324 | 41 | 39 | 5 | 70 | 53 | 12 | 5 | 1 | 8  | 8  | 0 | 0 | Statistiche assenti | Statistiche assenti |
| M. Di Crescenzo | 22 | 6   | 2   | 0  | 4  | 3 | 1  | 1  | 0  | 0 | 1 | 0  | 0  | 0 |   | Statistiche assenti | Statistiche assenti |
| F. Ferretti     | 34 | 73  | 30  | 32 | 11 | 5 | 7  | 4  | 2  | 1 | 1 | 1  | 0  | 1 | 0 | Statistiche assenti | Statistiche assenti |
| C. Fürst        | 34 | 304 | 185 | 78 | 41 | 5 | 27 | 16 | 9  | 2 | 1 | 14 | 9  | 5 | 0 | Statistiche assenti | Statistiche assenti |
| I. Garzaro      | 23 | 37  | 28  | 4  | 5  | 3 | 6  | 4  | 2  | 0 | 1 | 0  | 0  | 0 | 0 | Statistiche assenti | Statistiche assenti |
| M. Guiggi       | 31 | 284 | 206 | 72 | 6  | 5 | 50 | 36 | 13 | 1 | 1 | 16 | 8  | 8 | 0 | Statistiche assenti | Statistiche assenti |
| J. Lazcano      | 1  | 0   | 0   | 0  | 0  | 0 | 0  | 0  | 0  | 0 | - | -  | -  | - | - | Statistiche assenti | Statistiche assenti |
| L. Lunghi       | 29 | 2   | -   | -  | 2  | 3 | -  | -  | -  | - | 1 | -  | -  | - | - | Statistiche assenti | Statistiche assenti |
| K. Skowrońska   | 33 | 492 | 413 | 40 | 39 | 4 | 56 | 48 | 4  | 4 | 1 | 24 | 22 | 1 | 1 | Statistiche assenti | Statistiche assenti |
| E. Wijnhoven    | 34 | -   | -   | -  | -  | 5 | -  | -  | -  | - | 1 | -  | -  | - | - | Statistiche assenti | Statistiche assenti |

P = presenze; PT = punti totali; AV = attacchi vincenti; MV = muri vincenti; BV = battute vincenti